# اتحاد طاجيكستان لكرة القدم
تأسس اتحاد طاجيكستان لكرة القدم في عام 1936م وانضم إلى الاتحاد الدولي لكرة القدم في 1994م وانضم إلى الاتحاد الآسيوي لكرة القدم في 1994م.

## روابط خارجية
- الموقع الرسمي